# 해상강도

해적기의 모습.(졸리 로저)

해상강도(海上強盜. 영어: Piracy)란 바다 위에서 선박을 이용해 다른 선박을 공격하여 약탈하는 강도 내지 폭력범죄 행위나 행위자를 말한다. 해상강도범을 흔히 해적(海賊, 영어: Pirate)이라고 하고 해적행위에 이용한 배를 해적선(海賊船)이라 한다. 해적행위는 해적선(가해자)이 다른 선박(피해자)을 습격하는 형태로 성립한다. 오늘날의 국제법에서 해적이란, 공해상(公海上)에서 국가 또는 정치단체의 명령 내지 위임에 의하지 않고, 사적(私的) 목적을 위해 선박에 대한 약탈과 폭행을 자행하여 해상 항행을 위험하게 하는 자를 일컬으며, 그 약탈과 폭행을 해적행위로 규정짓고 있다. 해적은 '인류의 공적(公敵)'으로 간주되어 어느 나라의 군함도 이를 나포하고 자국(自國)의 국내법에 의거하여 처벌할 수 있다.
그러나 인류사에 출현했던 해적들은 다양했었기 때문에 오늘날의 국제법이나 해적개념만으로는 정의내리거나 일률적으로 말하기 어렵다. 대표적인 예가 사략(私掠, privateer) 행위인데, 사략(私掠, privateer)이란 해적과 사실상 같은 것이나, 다만 사략은 적국의 상선을 나포할 수 있는 허가증을 본국에서 교부받음으로써 범죄가 아닌 합법적이고 정당한 행위로 인정받았으며 애국으로 간주되었기 때문에 사략해적들의 자긍심도 강했다.  
해적들이 왕성하게 활동 했던 곳은 약탈과 도주가 용이하고 약탈물 처분이 쉬운 좁은 해협지대나 반도, 항만이 많은 도서군(島嶼群) 등이다. 이런 곳을 거점으로 하였으며, 지중해, 카리브해, 대서양, 말라카 해협, 마다가스카르 일대, 동아시아, 아덴 만 일대가 주 활동무대였다. 또한 해적의 활동 범위는 통상 배를 타고 다니는 해상이지만 그 외에도 연안의 항구도시 또는 내륙지역까지 그 범위가 제한이 없었으며, 전쟁이 발발하면 해군으로 신분이 변하여 전투에도 참여했었다.
한국에서는 지난 2011년 소말리아 해적들에 의해 한국 선박이 피납된 사건으로 해적에 대한 사회적 관심이 잠시 있었으며, 역사적으로는 일본인으로 구성된 왜구(倭寇)들이 존재했었다. 동북아시아를 주무대로 활동하던 왜구들은 고려와 명나라가 패망하는 주요원인 중에 하나를 제공하기도 했다.
오늘날 국제연합의 해양법 제정으로 해적은 공공의 적으로 완전히 퇴출되었으나, 소설, 영화, 놀이공원의 시설들을 통해 해적이란 모험을 즐기고 용감하며 낭만적인 존재 등의 매우 친근한 이미지로 남아있어 그들의 잔인성이나 폭력성, 불법행위 등이 미화된 측면이 있다. 또한 해적이란 용어는 육상, 공중, 인터넷을 포함한 컴퓨터 네트워크, 그리고 공상과학 소설에서는 우주 공간에서 자행되는 행위를 가리키는 말로도 사용되고 있다.

## 해적의 역사

### 서양의 해적
해적의 역사는 해상교통의 역사만큼이나 오래 되었으며, 역사상 가장 오래 된 해상강도에 관한 기록은 기원전 1400년경이다. 이때 해적 집단인 해양민족이 에게 문명을 비롯한 지중해 문명을 공격해 멸망시켰다. 로마제국 시절에도 해적들이 활동하며 노예를 공급하기도 했으며, 서로마 멸망(476) 이후에는 북아프라카를 점령한 반달족이 지중해에서 해적활동을 펼쳤고, 7세기 후반에 아랍이 북아프리카를 점령한 후에는 이슬람 교도로 구성된 사라센 해적들이 왕성히 활동했다.
8세기 말부터 유럽북부 연안에 출몰한 바이킹들은 뛰어난 항해술을 이용해 약탈을 일삼아 유럽을 공포에 떨게 만들었으며, 점차 일부지역을 정복한 후 정착을 하기도 했다. 지중해에서는 북아프리카 항구도시를 거점으로 활동하는 바르바리 해적들이 15세기에 제국으로 성장한 오스만의 비호하에 유럽의 지중해 연안지역을 약탈하며 악명을 떨쳤다. 근세들어 대항해시대에 해상무역이 활발해지자 유럽국가들은 사략해적들을 적극 활용하여 적대국의 상업을 교란하고, 전쟁 중에는 부족한 해군력을 보강하기 위해 사략해적을 참전시켰기 때문에 유럽역사에 있어서 해적은 해군의 전신이라 할 수 있다.
크게 번창하던 해적산업은 1714년에 스페인 왕위계승전이 끝난 후 유럽에 평화 분위기가 형성되며 사략(私掠)행위를 단속하자 점차 물락하기 시작했다. 지중해에서 활동하던 바르바리 해적은 19세기 초에 벌어진 바르바리 전쟁과 1830년 프랑스가 알제리를 무력으로 점령한후 급격히 쇠퇴하였다. 1856년의 파리선언으로 유럽 국가간에 사략 행위가 금지 되었으며, 1907년 헤이그 만국평화회의에서 사략행위 근절을 위한 국제법이 제정되어 근절되었다.

### 동양의 해적
동양에서도 해적이 고대부터 존재하였으며, 중국의 경우엔 강이나 운하 등을 노리는 수적들의 세력도 상당했다. 중국의 해적들은 언제나 그 숫자가 상당했으며, 나중에 일본 해적들이 나름 거대한 세력을 형성하였을 때에도 마닐라 전투(1574년)나 황당선 등으로 악명이 높았다. 동양의 해적들은 보통 특히 육지에서 본격적인 귀족 군대의 상대는 아니었으나 민병대 수준의 관군을 상대로는 오히려 압도할 때도 많았다. 그리고 동양 수군의 약소함으로 인하여 해상에서는 언제나 토벌이 불가능에 가까웠다. 이는 동양의 해적들도 어느 정도는 비슷해서 이미 꽤 세력을 가지고 있었던 오봉 왕직의 무리도 일본인의 주장에 의하면 2,000에 불과했다. 일본의 해적들은 중국 해적 등에 의하면 상당히 정예한 것으로 여겨졌으나 한계가 있어서 임진왜란 때 구루시마 형제, 스게 다쓰나가 등의 해적들의 임무는 전투보다 운송에 가까웠고 제해권 장악에 대한 개념과 능력도 없었다. 민병에 가까웠던 해적들의 전투방식은 기본적으로는 유럽보다 뒤떨어진 것으로 당시 종군했던 프로이스 신부의 기록에 의하면 일본 수군은 해전에 대한 지식이 거의 없고 공격용 화기가 부족했으므로 해전에서 항상 최악이었다. 하지만 그럼에도 심지어 다이묘의 전투용 수군보다 약한 것으로 평가된 일본의 민간인 해적들은 동양에서의 전투력이 그렇게 낮지 않아서 다이묘의 수군이나 중국과 조선의 수군을 격파하고 동남아까지 유린하기도 했다. 이는 당시 동양에 전문적인 해군이 없던 탓으로, 임란 중 진린이 거느린 수군 5천 명은 본래 육군이었으나 도중에 진린이 수군 작전을 임시로 총괄하는 수군부장으로 변하여 수군이 되었다. 이는 절이도 해전 등에서 명 수군의 출전이 불가능했던 원인이 되었다. 조선의 수군 역시 칠천량의 패전 등 이후엔 육군으로부터 충원되기도 했다. 일본은 나름 전문적인 수군을 가지고 있었으나 수군의 가치를 높게 보지 않아서 등한시하였다. 그래서 중국 해적들은 민간적인 일본 해적들도 높이 평가하여 일본의 민병 해적들도 정예 용병으로 고용하거나 일본식 무장과 훈련을 도입했다.

## 국제법상의 해적

### 국제법의 제정
국제법상의 해적 행위를 금지하는 규정이 제정된 것은 '바르바리 해적'이 종식된 19세기 이후였다. 1856년, 파리 선언 채택으로 유럽제국간에 사략 행위가 금지 되었다. 민간 선박이 전쟁 행위에 가담하는 것을 금지하는 조약은 1907년 헤이그 평화회의에서 제정되었다. 이로써 국제법상 사략 행위 즉 민간 선박에 의한 국가 공인 해적 행위는 금지되었다. 일반적인 해적 행위에 대해서는 1958년 제1회 국제연합 해양법 회의에서 공해에 관한 조약이 체결되면서 공해상의 해적의 정의와 처리가 규정되었다. 1982년에 제정된 국제연합 해양법 협약은 이 조약을 계승하였다.

### 법률상의 정의
국제법 상으로는 ‘공해(公海) 상에서 국가 또는 정치단체의 명령 또는 위임에 의하지 않고, 사적 목적으로 다른 선박의 안전을 위협하는 폭력행위를 하는 자’를 말한다.(해양법에 관한 국제연합협약 103 조) 해적은 옛날부터 ‘인류의 공적’으로 간주되어 어느 나라의 군함도 해적을 나포하여 재산을 압수하고, 자국의 국내법에 따라 처벌할 수 있다. 처벌이 각국의 손에 맡겨져 있는 점에서 해적행위는 엄격한 의미에서의 국제범죄라고 할 수 없다.

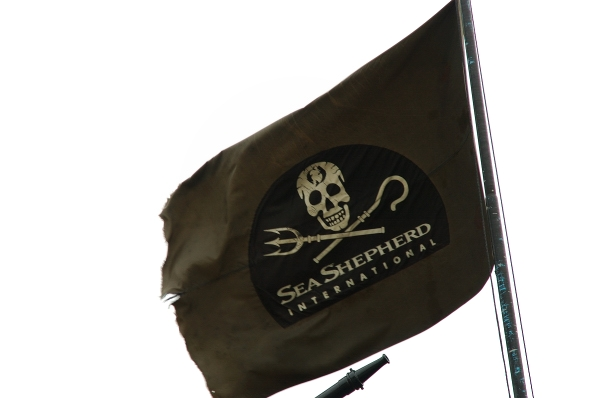
씨 셰퍼드가 거는 해적기를 모방한 깃발

해상강도는 인류 공동의 적(hostis humani generis)으로 여겨지는 국제 범죄 행위이며 기국주의로 인한 보호를 받을 수 없다. 해상강도의 처벌에 관해서는 공해 상에서 해적 선박을 나포한 국가에게 맡긴다.

### 해적행위의 정의
공해 또는 그 상공 등 나라의 관할권이 미치지 않는 장소에 있는 선박이나 항공기, 사람 또는 재산에 대하여 이루어지는 사유 선박, 혹은 항공기의 승무원 또는 탑승객에 대한, 사적인 목적을 위해 이루어지는 모든 불법적인 폭력행위, 억류 또는 약탈행위 및 그에 준하는 행위를 선동하거나 혹은 고의로 조장하는 모든 행위（해양법에 관한 국제 연합 협약 제 101조）
군선, 군용 항공기, 정부의 선박 또는 항공기가 이에 준하는 행동을 할 시에는 곧바로 해적행위로 취급할 수 없다. 단, 승무원이 반란을 일으켜 장악하고 있는 경우에는 해적행위로 간주한다.（동 협약 제 102조）

### 나포, 단속, 처벌
해적 선박, 해적 항공기 등을 나포하기 위해서는 공해나 그 밖에 나라의 관할권이 미치지 않는 장소에 있는 군선, 군용 항공기, 혹은 기타 정부 공무에 사용됨을 분명하게 표시하여 식별되는 선박 또는 항공기로, 이를 위한 권한을 부여받은 자에 의해서만 행해질 수 있다.(해양법에 관한 국제 연합 협약 제 105, 107조) 해상강도를 한 자의 국적 및 해적 선박의 선적에 상관 없이 모든 나라가 단속 및 처벌을 할 수 있다. 나포가 발생한 나라는 자국의 재판소에서 형벌을 결정할 수 있으며, 또한 선의의 제 3자의 권리를 존중하는 것을 조건으로 문제가 되는 선박, 항공기 또는 재산에 대해 필요한 조치를 결정할 수 있다.(해양법에 관한 국제 연합 협약 제 105조, 공해에 관한 조약 제 19조)

## 주요 해적

### 대서양카리브해
- 프랜시스 드레이크(Sir Francis Drake) – 별명: 엘 드라코(El Draque), 드라코=드래곤
- 헨리 모건(Henry Morgan) – 별명: Barbadosed
- 프랑수아 롤로노아(François l'Olonnais) – 별명: 에스파냐의 도리깨(Flail of the Spanish)
- 에드워드 티치(Edward Teach) – 별명: 검은 수염(Blackbeard)
- 아마로 로드리게스 펠리페(Amaro Rodríguez Felipe) – 별명: 아마로 파고(Amaro Pargo)
- 바솔로뮤 로버츠(Bartholomew Roberts) – 별명: 검은 준남작(Black Bart)
- 존 래컴(John Rackham) – 별명: 캘리코 잭(Calico Jack)
- 앤 보니(Anne Bonny) – 별명: 애니(Anney), 여성 해적, 캘리코 잭 해적단 소속
- 메리 리드(Mary Read) – 여성 해적, 캘리코 잭 해적단 소속
- 에드워드 로우(Edward Low) - 별명: 네드 로우(Ned Low)
- 헨리 에브리

### 인도양
- 윌리엄 키드(William Kidd)
- 헨리 에브리

### 지중해
- 바르바로스 하이렛딘 파샤(Barbarossa Hayreddin Pasha) – 별명: 붉은 수염(Red Beard) / 하이레딘(Hayreddin) 레이스
- 바르바로스 우르지(Barbarossa Aruj) - 하이렛딘의 형, 별명: 붉은 수염(Red Beard)

### 북해,발트해
- 알비다(Alwida) - 가장 오래된 여자 해적. 스칸디나비아 왕녀 출신 해적

### 유럽
바이킹
노르망디를 세우다.
언어, 종교까지 프랑스식이 된다.

### 아시아
- 신라구
- 왜구
- 정성공
- 정일수 - 여해적. 19세기 수만명의 부하와 수천척에 이르는 선단을 거느린 대해적
- 후지와라노 스미토모(藤原純友)
- 구키 요시타카
- 장보자(張保仔) - 19세기 초 홍콩 부근에서 활동한 해적
- 구루시마 미치후사
- 해랑적 - 해랑도를 근거지 삼아 활동하던 조선 중후기(16~19세기) 해적.

### 소말리아
- 소말리아의 해적
- 마호메드 아라이
- 모하마드 압디 하산 - 별명: 빅 마우스(아프웨이네) - 거함급 유조선(2008)은 물론 무기운송선(2009)까지 탈취하며 악명을 떨친 소말리아의 대해적.

국제유가를 폭등시킬 정도로 영향력을 끼쳤다. 2013년, 벨기에에서 체포

## 문화
- 아메리카의 해적들 : 프랑스의 알렉산더 엑스케멜린가 쓴 최초의 해적 소설로 알려져 있다. 1684년에 영문판 번역 출판
- 보물섬 : 1883년 스코틀랜드 로버트 루이스 스티븐슨
- 피터팬 : 제임스 매슈 배리가 1911년에 쓴 동화로 악당으로 해적 선장 후크가 등장한다.
- 캐리비안의 해적 : 유럽의 해적 시대를 다룬 미국의 영화. 조니 뎁이 주연했다.
- 원피스 : 해적 주인공이 등장하는 일본의 만화, 오다 에이이치로의 작품. 실존했던 잉글랜드 해적들이 등장함.
- 어쌔신 크리드 IV : 블랙 플래그 : 유비소프트에서 개발한 액션 게임.
- 해적: 바다로 간 산적 : 2014년에 개봉한 이석훈 감독의 영화.
- 해적전대 고카이쟈
- 해적판 (海賊版) : 저작권자의 허락 없이 불법으로 복제되어 판매ㆍ유통되는 서적이나 테이프, 소프트웨어 따위를 이르는 말.

## 같이 보기
- 바르바리 전쟁
- 바이킹
- 왜구
- 석해균
- 도적
  - 산적
  - 초적
  - 마적